# Saki Kagami
Saki Kagami (jap. 加賀美早紀 Kagami Saki); ur. 26 lutego 1985 w Sakurze) – japońska aktorka oraz modelka.
W 2002 roku zdobyła nagrodę organizowaną przez Japońską Akademię Filmową, w kategorii Najlepszy debiutant w filmie Puratonikku sekusu (2001).

## Filmografia

### TV Drama
- Keishicho Shissonin Sosaka (TV Asahi 2010) (odc.6)
- Indigo no yoru (Fuji TV, Tokai TV 2010)
- Kamen Rider Kiva (TV Asahi 2008-2009) jako Maya
- Keishicho Sosa Ikka 9 Gakari 3 (TV Asahi 2008) jako Risa Natsuki
- Keishicho Sosa Ikka 9 Gakari 2 (TV Asahi 2007) jako Risa Natsuki
- Ultraseven X (CBC 2007) jako Saeki Erea
- Shin Ningen Kosaten (NHK 2006)
- Kekkon dekinai otoko (Fuji TV 2006) jako Przewodniczka wycieczek autobusowych (odc.4)
- Shin kasōken no onna (TV Asahi 2005) (odc.1)
- Oniyome Nikki (Fuji TV 2005) jako Yuki Nakagawa
- Daisuki! Itsutsugo (TBS 2004) jako Kaori Nakagawa
- Fantasma – Noroi no yakata (TV Tokyo 2004) jako Yuka Asakura
- Hagure Keiji Junjoha (TV Asahi 2003)
- Kyohansha (NTV 2003) jako Mare Kitaoka
- Saigo no bengonin (NTV 2003)
- Dobutsu no Oisha-san (TV Asahi 2003) jako Sayo Shimada
- Sky High (TV Asahi 2003) jako Mirai (odc.2)
- Tokyo Niwatsuki Ikkodate (NTV 2002)

### Filmy
- Tenshi no koi (2009) jako Naoko Shibata
- Joshû: 07-Gō Reina (2006)
- Ori Joshuu Reika Fukushuu (2006)
- Ori Nyosho Reika Shukan (2006)
- Satsujinbachi – kirâ bî (2005)
- Puratonikku sekusu (2001) jako Aoi Kadokura